# Athripsodes ygramul
Athripsodes ygramul là một loài Trichoptera trong họ Leptoceridae. Chúng phân bố ở miền Cổ bắc.